# Timmy Dooley
Timmy Dooley, né le 13 février 1969 à Limerick, est un homme politique irlandais, membre du Fianna Fáil.
Il est Teachta Dála (TD) pour la circonscription de Clare de 2007 à 2020, et depuis 2024.
Il est vice-président du Parti de l'Alliance des libéraux et des démocrates pour l'Europe.
En 2019, une controverse surgit au sujet de votes émis en son nom en son absence par un autre député.